# 穆尔钱特
穆尔钱特（西班牙語：Murchante）是西班牙纳瓦拉的一个市镇。总面积13平方公里，总人口3199人（2001年），人口密度246人/平方公里。